# 矩陣理論
在數學，矩陣理論是一門研究矩陣在數學上的應用的科目。矩陣理論本來是線性代數的一個小分支，但其後由於陸續在圖論、代數、組合數學和統計上得到應用，漸漸發展成為一門獨立的學科。
有關矩陣理論所用到的名詞的定義，請參考矩陣理論專有名詞表。

## 歷史
方陣如幻方及拉丁方陣的研究歷史悠久，最早的幻方出現於中國的龜背圖上。
萊布尼茲，微積分的始創者之一，首先在1693年利用行列式來解題；而加布里尔·克拉默率先利用行列式解聯立線性方程组，在1750年引進了克莱姆法则。  
於1800年年代，出現了由著名數學家高斯發明的高斯消去法，以及比較慢的改良版本高斯－約當消去法。
1848年西爾維斯特率先使用“matrix”這個字。阿瑟·凱萊、哈密頓、格拉斯曼、弗罗贝尼乌斯及馮·諾伊曼都是對矩陣理論有貢獻的著名數學家。

## 簡介
矩陣是一個矩形的數學方陣。一個方陣可看作兩個矢量空間的線性變陣，故矩陣理論可當作線性代數的一個分支。
在圖論，每一個加上標示圖對應唯一的非負矩陣，稱為鄰接矩陣.
排列矩陣是排列的矩陣表達式，在組合數學極為重要。
正定矩陣及半正定矩陣可用來尋找實函數的極大值或極小值。
任意環矩陣亦非常重要。舉例說，多項式環的矩陣用於控制理論。
另外，不同的矩陣環經常是提供數學上反例的素材。

## 常用的理論
- 凱萊-哈密頓定理
- 高斯－约当消去法
- QR分解法
- 奇異值分解

## 外部連結
- A Brief History of Linear Algebra and Matrix Theory （页面存档备份，存于）